# Ponte delle Gabelle
Il ponte delle Gabelle era la prima opera muraria che incontrava il Naviglio della Martesana all'entrata di Milano, dopo la costruzione delle mura spagnole (1546-1560) e prima dell'interramento della parte finale del percorso cittadino del Naviglio, che è avvenuta tra il 1929 e il 1930 contestualmente all'interramento della Cerchia dei Navigli.

## Il contesto idraulico
Nel passato il Naviglio della Martesana proseguiva il suo percorso cittadino, ora interrato, verso sud-ovest superando Porta Nuova (oggi, giunto a Porta Nuova, cambia bruscamente direzione verso sud-est mutando nome in Cavo Redefossi), sottopassando prima le mura spagnole, poi il ponte delle Gabelle e infine incontrando la Conca dell'Incoronata, dopo la quale cambiava nome in Naviglio di San Marco. Poco dopo dava origine al laghetto di San Marco, che si immetteva nella Cerchia dei Navigli attraverso la conca di San Marco.

## La riscossione del dazio

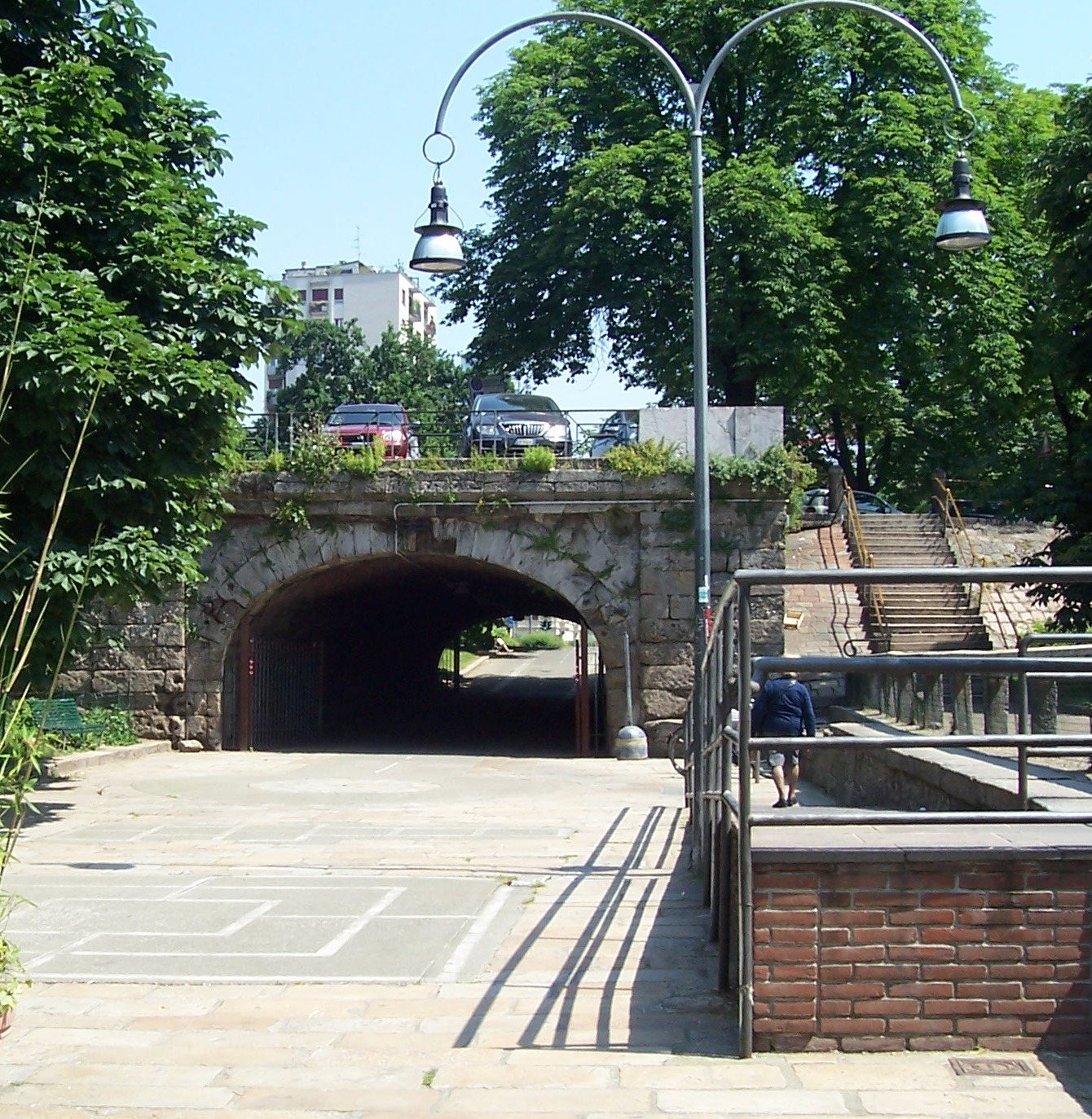
Il ponte delle Gabelle in una foto del 2010

Posto sulla strada di circonvallazione che costeggiava i Bastioni di Milano, era il punto dove veniva esatto il dazio, su barche e merci trasportate (gabelle), per proseguire lungo il naviglio. Subito dopo, il Naviglio della Martesana sottopassava le mura (tombon de San Marc), tristemente noto come ponte dei suicidi, e uscendone incontrava la leonardesca Conca dell'Incoronata (ora in secca per il mancato arrivo dell'acqua del Naviglio).
Proseguendo per via San Marco, giunto all'altezza dell'odierna via Montebello, il naviglio (non più della Martesana, ma di San Marco) era attraversato dal ponte dei Medici, dal nome del palazzo contiguo, dove si trova ancor oggi il Corriere della Sera, e si apriva nel laghetto di San Marco, dove si scaricavano le merci che non dovevano percorrere la Cerchia dei Navigli con destinazione la Darsena di Porta Ticinese
Nel laghetto di San Marco arrivavano anche, provenienti da Corsico, i barconi con i rotoli di carta per il Corriere della Sera e da qui partivano le barche-corriera (el barchett de Vaver) che raggiungevano Vaprio d'Adda. Uscendo dal laghetto e dopo altre due conche, quella di San Marco e quella del Marcellino, il naviglio si immetteva nella fossa all'inizio di via Fatebenefratelli. Il passaggio in corrispondenza del ponte del Marcellino era il più stretto dell'intera fossa navigabile.
Esisteva un secondo tombone (el tombon de Viarenna) dove dalla Darsena si passava sotto i bastioni (l'odierno viale Gabriele D'Annunzio) per raggiungere il Naviglio del Vallone attraverso la Conca di Viarenna.